# محمد بن القاسم الأسترآبادي
الشيخ محمد بن القاسم المفسّر الأسترآبادي. هو رجل دين وراوي من قدماء علماء الشيعة الإثني عشريَّة من أهل أسترآباد المعروفة اليوم بگرگان (جرجان)، وهو مشهور لكونه الراوي لكتاب تفسير الإمام العسكري عن الحسن بن علي العسكري، وقد اختلف الرجاليون الشيعة في توثيقه وهو ما أوجد الاختلاف في التفسير الراوي له حيث ذهب بعض إلى صحة نسبة التفسير للعسكري وجلالة الراوي له، وذهب بعض إلى عدم صحة نسبة التفسير للعسكري وذمِّ الراوي له. وقد أكثر ابن بابويه القمي - المعروف بالشيخ الصدوق - الرواية عن الأسترآبادي في كتبه ككتاب التوحيد، والأمالي وعيون أخبار الرضا.

## أقوال علماء الشيعة

### الإيجابية
- ابن بابويه القمي المعروف بالشيخ الصدوق أكثر من الرواية عنه في كتبه متبعاً إسمه بألفاظ الترحُّم أو الترضِّي كلما ذكره.
- المجلسي إذ عدَّ تفسير الإمام العسكري من المصادر التي اعتمد عليها في تأليف كتابه بحار الأنوار متَّبعاً للصدوق في ذلك إذ قال: «كتاب تفسير الإمام (عليه السلام) من الكتب المعروفة، واعتمد الصدوق عليه وأخذ منه، وإن طعن فيه بعض المحدثين ولكن الصدوق رحمه الله أعرف وأقرب عهدا ممن طعن فيه، وقد روى عنه أكثر العلماء من غير غمز فيه».[1]

### السلبية
- الغضائري في كتابه الضعفاء إذ قال «محمد بن القاسم المفسر الأسترآبادي روى عنه أبو جعفر ابن بابويه ضعيف كذاب».
- ابن المطهَّر الحلِّي في كتابه خلاصة الأقوال إذ قال «محمد بن القاسم وقيل ابن أبي القاسم المفسر الأسترآبادي روى عنه أبو جعفر ابن بابويه، ضعيف كذاب».[2]
- التفرشي إذ نقل كلام الغضائري بعينه في كتابه نقد الرجال.